# Jon Gomm
 Jon Gomm  é um cantor e compositor  Inglês. Utilizando apenas o violão para criar sons de bateria, linhas de baixo e melodias, suas canções recorrem a uma gama de influências e estilos, incluindo blues, soul, rock e até mesmo metal. Até o momento, ele já gravou três álbuns solo e realiza turnê em tempo integral desde 2004. 

## Biografia
Jon Gomm teve seu primeiro contato com instrumentos de cordas ao receber um ukulele de seus pais aos 2 anos de idade.  Realizou sua primeira composição com 6 anos. Aos 12 anos estava acompanhando seu pai, um crítico musical em apresentações na sua cidade natal Blackpool.  Durante a sua infância teve contato com lendas do Blues, pois  sua casa servia de hospedagem  para artistas em turnê, como por exemplo BB King e Jack Bruce. Na adolescência tocava guitarra baseando nos grandes sucessos do rock n´roll. 
Após o término do colégio Jon Gomm declinou uma vaga para estudar a língua inglesa na Universidade de Oxford  e optou por realizar estudos em violão no The Guitar Institute  (hoje em dia parte do  Institute of Contemporary Music Performance em Londres. Neste período manteve-se financeiramente realizando apresentações em bares, atuando com músico de estúdio e tocando música country em um clube.
Posteriormente mudou-se para o condado de Yorkshire na cidade deLeeds para realizar estudos em Jazz no Leeds College of Music.
Em janeiro de 2012 o vídeo da música “Passionflower” tornou-se viral ao atingir mais de 2 milhões de visualizações (em dezembro de 2013 o vídeo possuia mais de 5 milhoões de visualizações) Em virtude deste vídeo Jon Gomm obteve exposição em programas de TV na Inglaterra, Portugal, Holanda.
Jon Gomm mantêm-se como um artista independente, realizando suas gravações com base em seu próprio selo. Seu álbum de estréia “Hypertension” (2003) vendeu 50.000 cópias e seu segundo álbum “Don´t panic” (2009)  esgotou após três dias de vendas na Amazon. Em novembro de 2013 realizou o lançamento de seu terceiro album “Secrets Nobody Keeps”.
Jon realiza turnê em tempo integral desde 2004 tendo realizado apresentações na Europa, EUA, Canada e China. De acordo com o site do artista estão previsto shows na América do Sul em abril de 2014. 

## Discografia

### Hypertension (2003)
Todas as músicas de autoria de Jon Gomm exceto quando citado. 
1. "Waiting in Vain" (Bob Marley) (Chis Korpos)
2. "Clockwork"
3. "H"
4. "Stupid Blues"
5. "Less To You"
6. "Hey Child"
7. "High and Dry" (Radiohead)
8. "Swallow You Whole"
9. "Butterfly Hurricane"
10. "Happy Room"
11. "Crazy Jonny"
12. "Waterfall"

### Don't Panic (2009)
1. "Waterfall"
2. "Afterglow"
3. "Temporary"
4. "Gloria"
5. "Topeka"
6. "Loveproof"
7. "Surrender"
8. "Rescue Song"
9. "The Weather Machine"
10. "Wake Up!"
11. "What's Left For You?"

### Secrets Nobody Keeps (2013)
Todas as músicas de autoria de Jon Gomm exceto quando citado. 
1. "Telepathy"
2. "Ain't Nobody" (Hawk Wolinski)
3. "There's No Need To Be Afraid"
4. "Wukan Motorcycle Kid"
5. "Deep Cut"
6. "Orville (The Secret Of Learning To Fly Is Forgetting To Hit The Ground)"
7. "Passionflower"
8. "Message In A Bottle" (Sting)
9. "Dance Of The Last Rhino"
10. "Everything"

### Singles
1. "Passionflower"
2. "Message in a Bottle" (Originalmente The Police)
3. "Ain't Nobody" (Originally by Chaka Khan)

## Vídeos
1. Ain't Nobody (Chaka Khan cover) estrelando Daniel Tompkins (2013)
2. Ain't Nobody (Chaka Khan cover) (2012)
3. Message in a Bottle (The Police cover) (2011)
4. Passionflower (2011)

## Ligações Externa
- Website oficial
- Página Jon Gomm noLast.fm
- Página oficial Jon Gomm page noMySpace